# Luis Valcarce
Luis Valcarce Vidal (Ponferrada, 3 febbraio 1993) è un ex calciatore spagnolo, di ruolo difensore.

## Biografia
È il gemello di Pablo Valcarce, a sua volta calciatore.

## Statistiche

### Presenze e reti nei club
Statistiche aggiornate al 24 agosto 2018.
| Stagione        | Squadra         | Campionato      | Campionato | Campionato | Coppe nazionali | Coppe nazionali | Coppe nazionali | Coppe continentali | Coppe continentali | Coppe continentali | Altre coppe | Altre coppe | Altre coppe | Totale | Totale |
| Stagione        | Squadra         | Comp            | Pres       | Reti       | Comp            | Pres            | Reti            | Comp               | Pres               | Reti               | Comp        | Pres        | Reti        | Pres   | Reti   |
| --------------- | --------------- | --------------- | ---------- | ---------- | --------------- | --------------- | --------------- | ------------------ | ------------------ | ------------------ | ----------- | ----------- | ----------- | ------ | ------ |
| 2013-2014       | Numancia        | SD              | 16         | 0          | CR              | -               | -               | -                  | -                  | -                  | -           | -           | -           | 16     | 0      |
| 2014-2015       | Numancia        | SD              | 14         | 0          | CR              | 2               | 0               | -                  | -                  | -                  | -           | -           | -           | 16     | 0      |
| 2015-2016       | Numancia        | SD              | 36         | 1          | CR              | 0               | 0               | -                  | -                  | -                  | -           | -           | -           | 36     | 1      |
| 2016-2017       | Numancia        | SD              | 16         | 0          | CR              | 0               | 0               | -                  | -                  | -                  | -           | -           | -           | 16     | 0      |
| 2017-2018       | Numancia        | SD              | 5          | 0          | CR              | 4               | 0               | -                  | -                  | -                  | -           | -           | -           | 9      | 0      |
| 2018-2019       | Numancia        | SD              | 0          | 0          | CR              | 0               | 0               | -                  | -                  | -                  | -           | -           | -           | 0      | 0      |
| Totale Numancia | Totale Numancia | Totale Numancia | 87         | 1          |                 | 6               | 0               |                    | -                  | -                  |             | -           | -           | 93     | 1      |
| Totale carriera | Totale carriera | Totale carriera | 87         | 1          |                 | 6               | 0               |                    | -                  | -                  |             | -           | -           | 93     | 1      |